# Theobald Hilarius Marchand

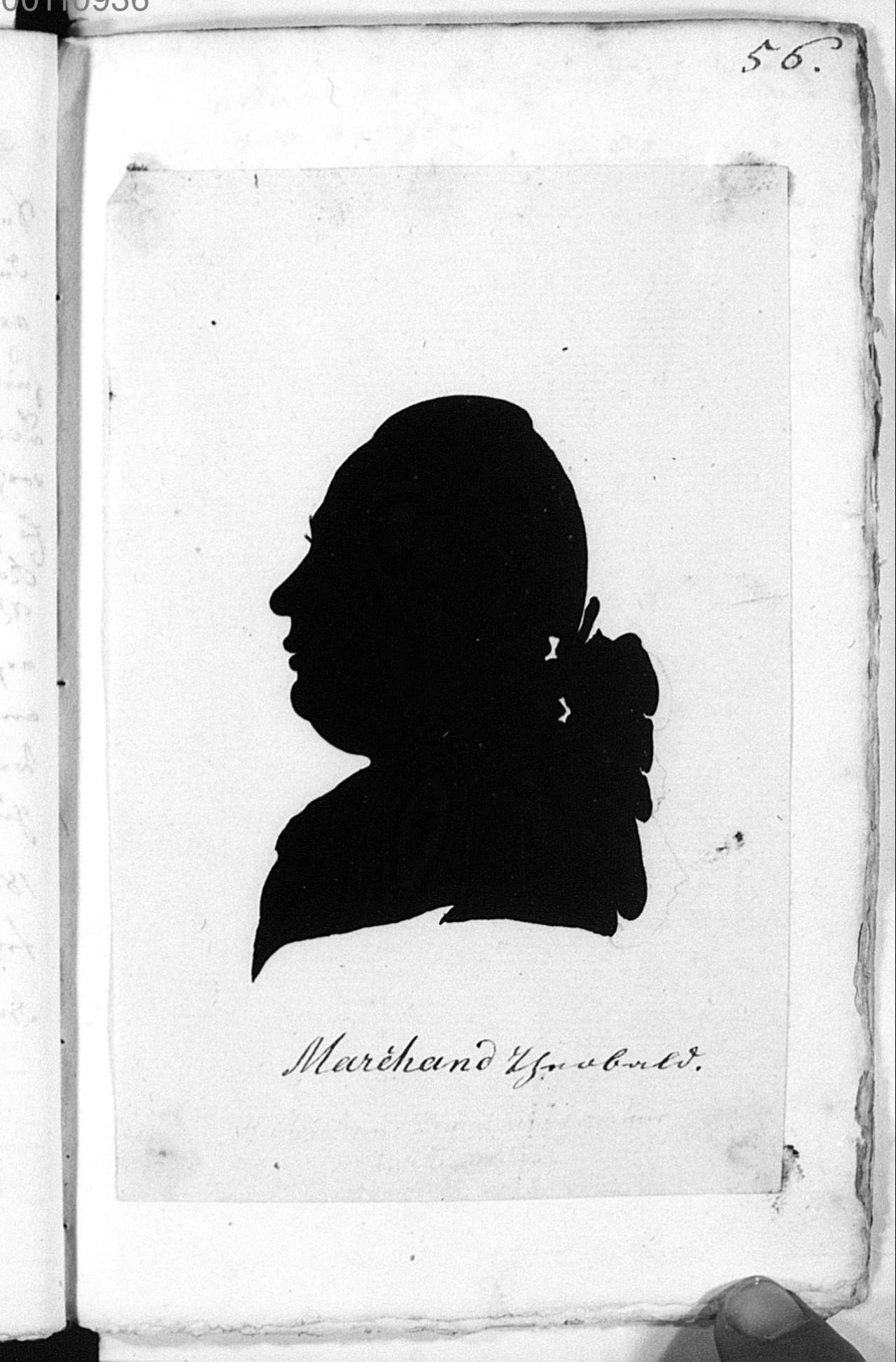
Theobald Hilarius Marchand (1785)

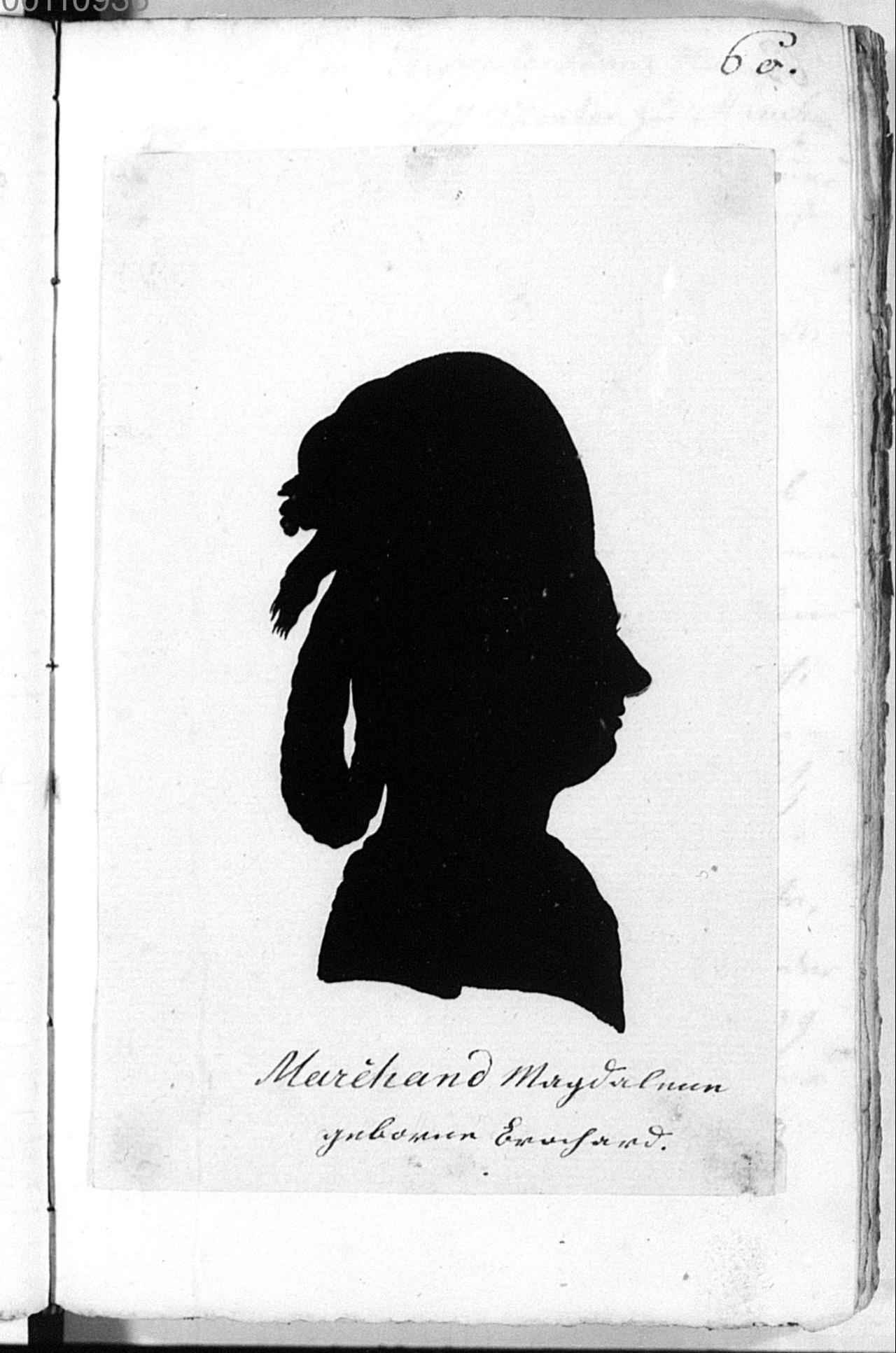
Magdalene Brochard (1785)

Theobald Hilarius Marchand (* 1741 in Straßburg; † 22. November 1800 in München) war Theaterunternehmer in Mannheim und später in München.

## Leben
Über seine Anfänge ist wenig bekannt. Er wurde als der Sohn eines Wundarztes in Straßburg geboren und sollte seinem Vater folgen. Im Alter von 17 Jahren ging er nach Paris, um Medizin zu studieren. Dort entdeckte er das Theater von Grétry, Duni und Monsigny; wann er zum Theater kam, ist unbekannt.
Seine nächste bekannte Station war im Dezember 1769 die Gesellschaft des Franz Joseph Sebastiani († 1772) in Mainz. Er war dort erster Schauspieler und Komiker. Schon 1770 übernahm er die Stelle des Direktors von Sebastiani. Zu seinen Darstellern gehörten Huck († 1820) (Chevalier und erster Liebhaber), die Damen  N.N. Urban und Eva Brochard (geb. Ilein) (erste Rollen im Singspiel und zärtliche Rollen im Schauspiel). Marchand gab den Charakterdarsteller und den komischen Alten im Singspiel. Auch Goethe hatte ihn gesehen und war begeistert. 1773 wurde Marchand zum kurpfälzischen Hofschauspieler ernannt, im März 1777 gab er seine letzte Vorstellung in Mainz.
Am 6. Mai 1777 erhielt er die Ernennung zum Hoftheaterdirektor der „kurfürstlichen deutschen Schaubühne“. Die Marchand’sche Gesellschaft wurde mit der früher in Mannheim aktiven Gesellschaft vereinigt. Aber man spielte nur bis zum 13. September 1778 in Mannheim. Karl Theodor wurde Kurfürst von Bayern und zog in seine neue Residenz nach München. Das Hoftheater folgte ihm, es bestand damals aus 19 männlichen und 11 weiblichen Mitgliedern. Intendant wurde der Graf von Seeau. Marchand blieb bis zu seinem Lebensende als Schauspieler tätig, als Direktor verlor er mit der Zeit an Einfluss und musste 1793 den Posten abgeben.
Marchand heiratete die Soubrette Magdalene Brochard (* 1749; † 1794). Das Paar hatte mehrere Kinder, darunter:
- Margarethe (* 1768; † 11. Juni 1800) ⚭ 1740 Franz Danzi  (* 15. Mai 1763; † 13. April 1826)
- Heinrich Wilhelm Philipp (* 4. Mai 1769; † 1812), Komponist[3]
- Daniel Ernst Heinrich Lambert (* 1770; † nach 1806), Violoncellist